# Diritto ecclesiastico
Il diritto ecclesiastico è il complesso delle norme di quella parte dell'ordinamento giuridico di uno Stato che riguarda il fattore religioso, che attengono al fenomeno religioso e ai rapporti fra lo Stato e le diverse confessioni.

## Storia

### Diritto ecclesiastico nel primo Cristianesimo
La storia del diritto ecclesiastico occidentale arbitrariamente viene fatta nascere, dottrinalmente, nel 313 con l'editto di Milano emanato dall'imperatore romano Costantino e il riconoscimento di una prima primitiva libertà di religione, cioè il cristianesimo diviene religione "licita", consentita. Confondere storia del cristianesimo e diritto ecclesiastico è una prospettiva tipica di una visione politica non universalmente condivisa, giacché il diritto, dallo Stato moderno in poi, è cosa diversa e più specifica che non l'esercizio dell'autorità sui popoli praticato nell'impero romano, nel medio evo e nelle epoche successive fino alla laicizzazione del principio di autorità. Solo con la nascita dello Stato di diritto, dopo lo Statuto del Regno di Sardegna del 1848 e l'unità d'Italia del 1861, si porranno le basi della disciplina giuridica civile dei fenomeni religiosi, conseguenza della separazione fra autorità civile e autorità religiosa. L'odierno diritto civile di disciplina dei fenomeni religiosi è transitato per diverse forme di Stato, dal separatismo liberale, alle ambigue relazioni Stato-Chiesa della dittatura fascista, al progetto costituzionale del 1948. Quest'ultimo costituisce il cardine della moderna regolazione di questi fenomeni, ma sconta ancora un'impostazione arretrata e condizionata dalle pressioni delle diverse lobbies che condizionano la nostra democrazia. (cfr. G.Macrì, M. Parisi, V.Tozzi, Diritto civile e religioni, Laterza ed. 2013).
Con il formarsi della Chiesa cattolica in un'organizzazione forte e gerarchizzata, accaddero vari eventi che segnarono la storia europea: dapprima il Concilio di Nicea che condannò l'eresia di Ario, in seguito l'Editto di Tessalonica e le invasioni barbariche. Se in principio la Chiesa si vedeva universale, già dopo poco tempo esisteva una forte contrapposizione di primato spirituale tra Roma, che si autoproclamava il soglio di Pietro, e Costantinopoli, capitale dell'antico Impero. Le invasioni barbariche provocarono l'isolamento della chiesa romana dall'Impero, ma questo giovò sotto l'aspetto temporale all'ambiente ecclesiastico italico, in quanto godeva di poco controllo e di un'ampia autonomia, che gli permisero di elevarsi a figura politica carismatica del luogo agli occhi delle popolazioni locali. In questo periodo storico era ben evidente una certa forma di cesaropapismo e la superiorità temporale dell'Impero alla Chiesa. Già ai tempi di Costantino, era lo stesso imperatore a convocare i concili cristiani, pur paradossalmente essendo ancora pontifex maximus della religione pagana, e ad adottare leggi e provvedimenti sulla base di quanto deciso dai concili stessi. Mentre la Chiesa si serviva dell'autorità dell'Impero e delle istituzioni giuridiche romane, allo stesso tempo personaggi ecclesiastici come i vescovi assumevano un'importanza considerevole all'interno della società, sostituendosi spesso ai magistrati per le controversie giuridiche, a volte anche, col passar del tempo, in maniera esclusiva, dando vita a quello che verrà chiamato in seguito privilegio del foro e rafforzando la commistione fra temporale e spirituale.
È con la lotta alle eresie, spesso più temute delle altre fedi esterne al cristianesimo, e con l'Editto di Tessalonica, che inizia il processo di unificazione della chiesa, coincidente all'inizio con la massima espansione dell'Impero Romano, e che si sviluppa dal 325 all'869 in ben otto concili ecumenici, processo sociale oltre che religioso importantissimo che getta le basi di una unificazione se non razziale, quantomeno religiosa e in un certo senso culturale. La questione religiosa in sé, tuttavia, si estende più sul piano concettuale e formale nel contrastare le varie eresie, col tempo sempre più complesse e raffinate, in una continua lotta all'eterodossia e questo porta al rafforzamento del dogma ormai indissolubile, specialmente per quel che riguarda la Trinità e la natura divina del Cristo, contestata dagli ariani prima e dai monofisiti poi.
Questa superiorità temporale dell'imperatore, ben salda in Oriente in virtù del fatto che il prestigio di Costantinopoli si basava sulla sua importanza politica ormai centrale, cominciò a scemare in Occidente col passare dei secoli: un primo esempio lo porta la figura di Sant'Ambrogio, che iniziò quel processo di secolarizzazione della Chiesa delimitando l'autonomia decisionale del sovrano e assoggettandola alla Chiesa per quel che riguardava decisioni politiche affini alla morale. Tale processo parte dalle vicende storiche che emarginano Roma dal resto dell'impero orientale, come ad esempio le Invasioni barbariche, e il primato che in maniera lenta ma inarrestabile si irroga il soglio petrino rispetto alle altre chiese, a partire da Papa Leone I. Il quadro storico e sociale dell'Europa occidentale, costellato da tante tribù barbare o di popolazione decisamente retrograde, rende il Papa e la sua Chiesa un soggetto attento al doversi confrontare con culture particolari e diverse, ma soprattutto lo rende sempre più capace ed autonomo politicamente: questo porta la Chiesa di Roma a un sempre più inevitabile distacco da Costantinopoli, che ancora omaggia ma dalla quale ormai dipende assai poco, cominciando a relazionarsi e contrattare per poi convertire popolazioni estranee.
I rapporti si logorano definitivamente con la discesa dei Longobardi in Italia, con la conquista di Ravenna e la minaccia costante di un'occupazione di Roma. In quel momento la Chiesa, sentitasi minacciata, compie il passo principale rivolgendosi non ad Oriente, con cui ormai ha contatti solamente formali, ma ai Franchi di Pipino il Breve, dai quali ottiene la cosiddetta Promissio Carisiaca, secondo la quale il popolo franco si sarebbe impegnato, scacciati i Longobardi, a consegnare alla Chiesa una fascia di territorio che sarebbe restata sotto la sua esclusiva sovranità. Poco dopo avviene la diffusione del Constitutum Constantinii (Donazione di Costantino), celebre falso storico secondo il quale Costantino aveva a suo tempo donato al papa beni materiali, territoriali nonché corona, scettro e vesti imperiali. Con questi due episodi prende vita il potere temporale papale, con la conseguente creazione di un'autonoma sfera politico-territoriale e il totale e definitivo distacco dalla Chiesa Orientale.
Si va formando in occidente una nuova figura di cesaropapismo, giacché la Chiesa Romana comincia a vivere integrata nel Sacro Romano Impero e del fenomeno feudale: stessa cosa si riflette all'interno dell'organizzazione ecclesiastica, dato che molto spesso funzionari di corte o personaggi pubblici sono vescovi o funzionari della Chiesa. L'imperatore arriva persino a disciplinare, con il Constitutum di Lotario dell'824, le modalità di elezione del papa e si arroga il diritto di approvare in via definitiva la consacrazione del nuovo pontefice, abolendo questa facoltà al clero. Il papato attraversa un periodo nero ed è ormai un feudo imperiale e si aprono lotte di fazioni e famiglie per le varie elezioni papali.

### Il diritto ecclesiastico tra Ebrei ed Islam
Tra il VI e il VII secolo si verificava nel Mar Mediterraneo l'espansione islamica, favorita dalla considerevole forza militare delle popolazioni che seguivano il verbo di Maometto e dalle divisioni nette nell'ambito del Cristianesimo orientale troppo soggetto al potere politico imperiale. Gli Ebrei invece vivevano già da tempo persecuzioni e una certa emarginazione sociale, e non di rado erano costretti alla fuga o alla conversione forzata, trovando spesso in Persia e in altri territori in mano ai musulmani, una maggior tolleranza religiosa.
Elemento caratterizzante, infatti, dei primi secoli di vita musulmana, era la tolleranza che veniva concessa a quelli che venivano considerati gli adoratori del vero Dio, ovvero Ebrei e Cristiani (in seguito anche induisti e zoroastriani), che potevano come minoranza continuare a professare la loro religione pagando una tassa: questo tuttavia provocava nel giro di pochi decenni l'annientamento delle altre religioni, sempre più emarginate o da restrizioni successive o da situazioni di fatto.
Altro importante tassello della religione islamica nell'ambito del diritto è il fatto che, mentre il cristianesimo si era insediato in una società ben sviluppata nell'ambito delle istituzioni, la religione di Maometto era cresciuta in popolazioni piuttosto primitive che erano prive o quasi di qualsiasi ordinamento giuridico, col risultato che il Corano era legge sia morale che di diritto. Altro elemento importante, era la considerazione che una terra conquistata da Maometto e dai suoi seguaci, era considerata Terra dell'Islam per sempre, anche se fosse stata in seguito riconquistata da altre popolazioni non islamiche.

### Scisma cristiano e Respublica gentium
Col dilagare dell'Islam nelle coste nordafricane e nella Penisola Iberica, il cristianesimo subisce l'importantissimo evento storico dello scisma fra occidente e oriente nel 1054, evento accaduto più per ragioni politiche che non di fede. Con la definitiva frattura, la Chiesa Cattolica si avvicinava ad una profonda riorganizzazione della propria struttura, ormai feudalizzata, con due importanti papi come Papa Niccolò II e, soprattutto, Papa Gregorio VII, che con il Dictatus Papae, dettò importanti regole canoniche ma anche di diritto ecclesiastico, come la totale indipendenza della Chiesa dall'Impero all'interno della sua organizzazione. Ne scaturì da questo importante evento, la formazione di un intreccio giuridico nell'Impero nel quale il cittadino diventa allo stesso tempo cittadino e fedele (civis-fidelis) in quell'ordinamento giuridico tipico del tardo Medioevo chiamato Respublica Gentium.
Il battesimo diventa fatto pubblico, che consente l'ingresso al fedele nella comunità cristiana ma allo stesso tempo nella società; gli ecclesiastici inoltre, tramite visite pastorali, hanno il potere di correctio verso i fedeli-sudditi. La Chiesa, infine, ha completa competenza di ogni tipo in ambito di matrimonio e famiglia.
L'influenza della Chiesa nell'ambito sociale e giuridico si fa sempre più forte, e sorgono tre figure particolari di diritto ecclesiastico:
- la decima: basata su un passo delle Scritture interpretato in maniera molto ampia, era una tassa imposta a chiunque consistente in un decimo delle ricchezze
- il patronato: forma di finanziamento con la quale un soggetto, il patrono, si prendeva carico delle spese per la costruzione di edifici monumentali di culto in cambio di privilegi e diritti come la sepoltura nel luogo, assistenza nel bisogno o poteri decisionali nell'ordine religioso insediato nell'edificio
- i lasciti pii: testamenti ridotti a un singolo terzo testimone, di sovente ecclesiastico, nel caso di donazioni alla Chiesa

Il privilegio del foro diventa sempre più capillare, diffuso e repressivo, con la Chiesa che si autoproclama competente in un numero sempre più maggiore di circostanze giuridiche. A questo si aggiunge la nascita dell'Inquisizione.
In Oriente, intanto, Costantinopoli, che vedeva in maniera sempre più astiosa la controparte Romana, cerca di trarre vantaggio dalle crociate per cercare di recuperare territori persi contro gli ottomani, ma subisce un duro saccheggio proprio dalle forze Cristiane. Questo episodio colpisce duramente l'opinione orientale, che decide di voltare le spalle ai latini, facendo preferire ad alcuni notabili bizantini quasi l'avanzata islamica, ma saggiando la non molta differenza dei nuovi invasori, che compiono un eccidio terribile. Anche i bizantini, con la conquista di Costantinopoli da parte di Mehmet II nel 1453, subiscono la stessa dominazione inizialmente tollerante tipica del mondo islamico, divenendo dhimmi e subendo la conversione forzata dei giannizzeri del Sultano. L'influenza della Chiesa tuttavia si fa sempre più fievole fino ad arrestarsi isolata per non progredire, cominciando a generare chiese ad entità isolate, nazionali e proprie dei popoli in cui sono insediate.

### Diritto ecclesiastico nel protestantesimo
La Riforma luterana del 1517 portò una frattura dolorosissima all'interno del Cristianesimo e svariate novità nell'ambito religioso ma anche del diritto: tralasciando il primo aspetto non opportuno in questa sede, Lutero aveva elaborato una particolare teoria dei rapporti fra Stato e Chiesa, ovvero la Teoria dei due regni, un "regno spirituale" e uno "secolare", entrambi voluti da Dio ma diversi: il primo è governato da Dio tramite la sua parola, il Vangelo, ed è rivolto essenzialmente al credo e alla coscienza dei cristiani, pertanto non può assolutamente intaccare il secondo, derivato secondo il monaco agostiniano dal peccato e dalla colpa insiti nella società che costringono l'uomo ad organizzarsi e ad usare la forza per tutelare i valori e la propria esistenza. Questi due regni sono uniti, ma prevale nel contesto terreno quello secolare, in quanto la Chiesa nulla ha, secondo Lutero, da pretendere nei confronti dello Stato ed anzi, è quest'ultimo che si deve preoccupare di difenderla e tutelarla. La chiesa diventa così territoriale e di stato, sorretta da un concistoro formato da teologi ed alte personalità di corte.
Da questo avvenimento storico scaturisce un proliferare di nuovi movimenti cristiani impressionante, tra i quali spicca senz'altro quello anglicano in Inghilterra, episodio unico dove il Re si proclama capo di una propria Chiesa nazionale creando una situazione spiccatamente cesaropapista.

## Fonti normative
Le norme di diritto ecclesiastico non costituiscono un corpo organico, ma sono sparse in tutti i settori nei quali si articola l'ordinamento giuridico, potendosene rinvenire oltre che nella Costituzione, nel Codice Civile, nelle Leggi Amministrative e Finanziarie, come in quelle concernenti il Diritto del Lavoro e il Diritto Commerciale. Norme, queste, unilaterali.
Vi è anche una legislazione che ha radici in atti bilaterali, le cui norme rimangono estranee all'ordinamento fintantoché non assumono vigore al suo interno o con Leggi di Esecuzione (di accordi aventi natura di atti di diritto esterno) o con Leggi di Approvazione (di intese) nelle quali si sostanzia l'impegno che lo Stato ha assunto con le singole confessioni. In particolare, si parla di Diritto Concordatario in riferimento al sistema pattizio che regola la relazione tra la Chiesa Cattolica e l'ordinamento civile.
Vi sono raccolte non ufficiali delle fonti: vedi Salvatore Berlingò - Giuseppe Casuscelli, Codice del diritto ecclesiastico, quinta edizione, Giuffrè, Milano, 2009

## Differenze con il diritto canonico
Va quindi distinto dal Diritto canonico - complesso delle norme dettate dalla Chiesa cattolica, che regolano i rapporti umani e sociali tra i suoi membri e in particolare del clero - e da tutti gli altri ordinamenti confessionali, anch'essi giuridicamente strutturati, che pure producono diritto.

## Diritto ecclesiastico italiano

### Fonti

#### Unilaterali
Le fonti unilaterali del Diritto Ecclesiastico, oggi preferibilmente denominato "diritto e religione", si dovrebbero occupare principalmente del diritto inviolabile della persona, come singolo e nella sua partecipazione a formazioni sociali ove è praticato questo aspetto della personalità di ciascuno, in regime di uguaglianza e libertà, considerando le organizzazioni delle religiosità collettive, comunque denominate (confessioni religiose, culti ammessi, formazioni sociali della religiosità, culti, sette, chiese, etc.) come titolari di identici diritti innati di libertà, ma considerandone la funzione strumentale alla religiosità individuale.
La fonte primaria è la Costituzione, che se ne occupa in un insieme di norme ripartibili in due sottosistemi. Gli articoli 19 (diritto di professione di fede religiosa individuale e associata) e 20 (insieme di limitazioni e divieti posti alle autorità pubbliche a garanzia della libertà delle formazioni sociali religiose denominate associazioni o istituzioni, a carattere ecclesiastico e con fine di religione e di culto), costituiscono il fondamento della disciplina costituzionale del diritto inviolabile di (articolo 2) di libertà religiosa; gli articoli 8 comma 1°, 7 comma 1° e 8 comma 2°, nonché 7 comma 2° e 8 comma 3°, costituiscono un sotto-sistema che, per ragioni storico-politiche, disciplinano la condizione della Chiesa cattolica e delle altre organizzazioni collettive della religiosità più importanti e riconosciute (le confessioni religiose) e i loro rapporti con lo Stato. L'articolo 117 attribuisce allo Stato centrale la competenza legislativa esclusiva per la disciplina dei rapporti fra le confessioni religiose e lo Stato, non senza possibili conflitti i attribuzione fra Stato e Regioni (cfr. G-Macrì, M. Parisi, V.Tozzi,Diritto ecclesiastico europeo, Laterza ed., 2005).
L'intero impianto costituzionale, poi, si incontra con aspetti della religiosità che vanno coordinati con le esigenze della legalità costituzionale complessiva.
Nel campo del Diritto internazionale, specialmente dal secondo dopo guerra (1945) si è sviluppata un'abbondante produzione di documenti, regole, principi di tutela della persona umana e anche della sua religiosità, dalla Dichiarazione universale dei diritti dell'uomo del 1948, fino al Trattato di Lisbona (cfr Diritto ecclesiastico europeo, cit.).
Oltre a queste, ci sono le fonti ordinarie che difficilmente si occupano direttamente di materia ecclesiastica, ma generalmente disciplinano situazioni più ampie che comprendono soltanto determinati aspetti. Quelle ordinarie specifiche sono, invece, direttamente coinvolte nel disciplinare materie ecclesiastiche, ma sono molto poche, in quanto lo Stato preferisce le fonti bilaterali per queste situazioni. La legge più importante di quest'ultima categoria è senz'altro la Legge sull'esercizio dei culti ammessi nello Stato (l. 24 giugno 1929 n.1159), in vigore per disciplinare i culti che non abbiano stipulato Intese con lo Stato.

#### Bilaterali
Sussistono fonti bilaterali di vario livello, dal concordato con la Chiesa e le leggi di approvazione delle intese con le altre confessioni religiose agli accordi, anche di diritto amministrativo, su problemi specifici (istruzione, assistenza, edilizia religiosa, etc).
Sia i Patti Lateranensi che il Nuovo Concordato del 1984 appartengono alla sfera del Diritto internazionale e sono privi dunque di una diretta rilevanza interna, vincolante per tutti i soggetti dell'ordinamento. Per introdurre queste disposizioni d'origine internazionale nell'ordinamento giuridico italiano sono così stati emanati alcuni atti normativi che, pur essendo a tutti gli effetti di produzione statuale (e quindi assimilabili alle fonti unilaterali), nel concreto assolvono ad un impegno preso con un altro ordinamento: queste norme sono così denominate "bilaterali". Anche le leggi di approvazione delle intese con "le confessioni religiose diverse dalla cattolica" sono fonti a produzione atipica, perché prodotte sulla base di accordi bilaterali fra Governo e rappresentanze religiose, ma godenti di "copertura costituzionale", perché non modificabili con leggi ordinarie.

### Rapporti
In Italia i rapporti fra lo Stato e le confessioni sono regolati da vari tipi di accordi o di permessi, a seconda dell'importanza e diffusione, ma soprattutto conformità all'ordinamento italiano dei vari culti. La prima distinzione netta è fra confessione riconosciuta e non: la confessione riconosciuta ha diritto ad alcuni privilegi, benefici ed esenzioni che non spettano alla confessione di fatto. Il riconoscimento viene effettuato dall'autorità amministrativa su richiesta di una data confessione, dopo aver controllato lo statuto di quest'ultima ed aver accertato l'idoneità del culto, ovvero che questo non sia contrario alle norme di buoncostume o alla legge italiana.
Le confessioni riconosciute possono avviare trattative col Governo per stipulare, inoltre, un'Intesa: gli accordi vengono pattuiti fra i rappresentanti della confessione e gli incaricati del Governo, e una volta siglati il testo dell'intesa viene passato in Parlamento.
Situazione totalmente differente, ovviamente, vige tra lo Stato e la Chiesa Cattolica, la prima ad aver instaurato un accordo di Concordato con lo Stato nel 1929. I Patti Lateranensi (comprendenti il Trattato e il Concordato) furono rivisti nel 1984 solo in ciò che riguardava il Concordato e sono uno strumento giuridico ben diverso dalle Intese, essendo quest'ultimo un trattato internazionale fra due enti sovrani qualitativamente uguali.
Le confessioni religiose che godono di un'intesa non sono strutturate tutte in una maniera uguale: a volte sono enti che chiedono personalità giuridica, a volte preferiscono farlo tramite enti esponenziali.
Per quel che riguarda la Chiesa cattolica, essa agisce tramite la Santa Sede, suo organo di governo. La Santa Sede ha la particolarità di essere un soggetto di diritto internazionale e privato, potendo quindi avere rapporti con le altre organizzazioni sovrane o agire con i privati. Dal 1984 tuttavia, per queste ultime situazioni, la Santa Sede in Italia di sovente delega la CEI, un ente ecclesiastico riconosciuto.
La confessione israelita ha due enti che operano in suo nome: nei rapporti con lo Stato e per materie di interesse generale l'Unione delle comunità ebraiche italiane, per il resto le comunità territoriali ebraiche. Entrambi hanno personalità giuridica in base agli articoli 20 e 21 dell'Intesa stipulata nel 1986.
La confessione valdese, invece, opera attraverso la Tavola Valdese, riconosciuta nel 1984 attraverso un'intesa. La Tavola valdese tiene i contatti con lo Stato e assolve ogni compito di rappresentanza.
La situazione è meno semplice per gli altri culti: in alcuni casi è stata riconosciuta con personalità giuridica direttamente la confessione religiosa, come ad esempio con i luterani o con l'IBISG (Istituto Buddhista Italiano Soka Gakkai), in altre i meri enti esponenziali, come per gli avventisti e i mormoni. Situazione assai difficile è per i culti come le Assemblee di Dio e i Testimoni di Geova, che hanno statuti organizzativi ma impregnati di vari enunciati teologici.

### Guarentigie
Le guarentigie concesse ai vari culti per intesa sono disciplinate dai vari accordi caso per caso, mentre quelle concesse alla Chiesa Cattolica sono esplicitamente espresse nell'art.7 della Costituzione oltre che nei Patti Lateranensi.
Le principali guarentigie riconosciute dallo Stato a tutti i culti sono la libertà e l'autonomia istituzionale (nel caso della Chiesa Cattolica anche la sovranità), oltre che la non ingerenza1 dello Stato all'interno delle varie organizzazioni delle confessioni e delle loro questioni interne. Lo Stato deve anche astenersi dalle varie attività di culto², come i rapporti con i fedeli e la nomina dei ministri di culto, e consentire la più ampia libertà dell'esercizio di culto.